# 1466

## Родени
- 11 февруари – Елизабет Йоркска, кралица на Хенри VII
- 18 юни – Отавиано Петручи, италиански художник, отпечатал първите музикални партитури
- 28 октомври – Еразъм Ротердамски, философ, теолог, филолог и хуманист
- ?? – Монтесума II, император на Ацтекската империя

## Починали
- 13 декември – Донатело, италиански скулптор